# Antipterna tephrodes
Antipterna tephrodes es una especie de mariposa de la familia Oecophoridae.
Fue descrita científicamente por Lower en 1902.